# 霍颖励
霍颖励（？—），女，汉族，中华人民共和国政治人物。现任中国外汇交易中心暨全国银行间同业拆借中心党委书记。第十四届全国政协委员。